# クリプト (企業)
クリプト（Crypto AG）は、通信と情報の保全を専門にするスイスの企業である。本社はツークに所在する。

## 概要
クリプト社は暗号機と暗号関連の装置を長年製造しているメーカーである。約230名の従業員を擁し、アビジャン、アブダビ、クアラルンプール、マスカットとツークに事業所を置いて世界中で事業を行っている。

## 歴史
クリプト社はロシア生まれのスウェーデン人のボリス・ハーゲリンによってツークで設立された。元々はクリプトテクニック株式会社（Aktibolaget Cryptoteknik）という社名で、アルヴィッド・ゲルハルド･ダムが自身の持つ特許でC-36 機械式暗号機を製造するために1920年にストックホルムで設立した企業であった。ダムの死後、第二次世界大戦の直前にクリプトテクニック社は初期の出資者であるボリス・ハーゲリンの監督下に入り、戦争中は実質的には米国で活動しておりC-38（M-209を参照）として140,000基の暗号機をライセンス生産した。1950年代初めにスウェーデン政府の軍事上重要な技術／契約業者の国有化計画のために会社はストックホルムからツークへ移転し、1952年にスイスの会社組織となった。
クリプト社にはインフォガード株式会社（InfoGuard AG）という兄弟会社がある。
2020年、米CIA旧西独BNDによって1971年から諜報活動を行なっていたことが判明し,
2020年2月、ワシントンポスト、ドイツのテレビZDF、スイスのラジオおよびテレビSRFによって、追加の確認と啓示が発行されました。

## 暗号機
- C-52
- CD-57
- HX-63

## Back-doored machines
クリプト社はドイツの連邦情報局（Bundesnachrichtendienst、BND）やアメリカの国家安全保障局（NSA）の様な情報機関と共謀してこれらの組織が暗号機器によって作り出される暗号化された通信を読み取れるように自社の機器を取り付けたとして訴えられた。
この共謀の疑惑は、1986年にロナルド・レーガン大統領がトリポリと東ベルリンのリビア大使館間の通信を傍受した結果、2名に米軍軍人が死亡し別に50名が負傷した1986年ベルリンのディスコ爆破事件（1986 Berlin discotheque bombing）の背後にリビアのカダフィ大佐がいるという反駁できない証拠を入手したということをテレビの全国放送で発表したときに沸きあがってきた。後にレーガン大統領はトリポリとベンガジへの報復爆撃を命じた。
1991年に元イランの首相のシャープール・バフティヤール（Shahpour Bakhtiar）が暗殺された後でクリプト社の機器への疑惑を示す更なる証拠が明らかになった。1991年8月7日、バフティヤールの死体が発見される前日にイランの情報機関はイランの大使館に暗号化された「バフティヤールは死んだか？」という問い合わせのメッセージを送信した。西側政府がこの暗号を解読できたことからイランの疑惑はクリプト社の機器に向けられた。
1992年3月にイラン政府はテヘランでクリプト社のトップセールスマンのハンス・ビューラー（Hans Buehler）をイランの暗号解読コードを西側情報機関に漏らした疑いで逮捕した。ビューラーは9カ月間尋問されたが、機器には如何なる欠陥も見つからず1993年1月にクリプト社が100万USドルの身代金をイランに支払った後で釈放された。 
ビューラーが釈放された直後にクリプト社は彼を解雇し、ビューラーに100万USドルを請求した。スイスのマスメディアとドイツの雑誌デア・シュピーゲルは1994年にこの件を採り上げ、クリプト社の機器が実際に西側情報機関により解読されたかどうかという疑問を追及した。
クリプト社はこれらの非難を"単なる作り話"として斥け、プレスリリースで「1994年3月にスイス連邦検察局はクリプト社に対し広範囲にわたる予備的な捜査を開始し、1997年にこれは終了した。第三者による訴えやマスメディアによる疑惑は繰り返し起きたが根拠があると証明された件は無かった。」と主張した。後の解説者
はこの否定には動かされず、クリプト社の製品は実際に解読されているようだと表明した。